# Tayna
Тетяна Анатоліївна Рибак, більше відома під псевдонімом TAYNA (укр. ’’’Тайна’’’) (нар. 27 червня 2007, Івано-Франківськ) — українська співачка, акторка та телеведуча. Учасниця національного відбору «Дитячий пісенний конкурс Євробачення 2016».

## Біографія
Народилась 27 червня 2007 року в Івано-Франківську.
У віці 8 років почала займатись вокалом. У віці 9 років взяла участь у національному відборі конкурсу «Дитяче Євробачення 2016». У листопаді 2019 року почала сольну кар'єру під псевдонімом TAYNA.

## Творчість
У 2016 році брала участь в національному відборі на «Дитяче Євробачення 2016» з піснею «Україно моя», але тоді перше місце посіла учасниця Софія Роль.
22 листопада 2019 року відбулась прем'єра її кліпу на «Мама Не Знає».
6 листопада 2020 після довготривалої карантинної паузи, співачка презентує пісню «CRUSH». Робота зібрала більше 200 000 переглядів на YouTube та потрапила у ротацію українських радіо, а також в головний чарт музичного телеканалу М2.
26 грудня 2020 року відбулась музична премія «Teen Awards 2020», у якій співачка перемогла одразу у номінаціях: «Найкращий відеокліп» та «Досягнення року».
Знялась у головній ролі в українському підлітковому фільмі «Покоління t», який вийшов на великі екрани у жовтні 2021 року.
У листопаді 2021 року співачка бере творчу паузу через загибель батька.
У серпні 2022 року повертається із прем'єрою пісні «Я Пам‘ятаю», яку присвятила своєму загиблому батькові у його день народження.
Восени 2022 презентує пісню так кліп «Не Треба Війни» у якому розповідається про актуальні болісні події в Україні.
Взимку 2022 представляє офіційний ремейк на пісню «З Новим Роком і Рождеством» відомого українського співака Кузьми Скрябіна. Відеороботою поділились на офіційному YouTube каналі артиста.
У квітні 2023 разом зі своїм музичним бендом презентувала пісню «Чекай».
29 квітня виконала державний гімн України на стадіоні «Арена Львів» перед початком футбольного матчу.
У вересні 2023 року відбулась прем'єра офіційного римейку на пісню «ОМА» легендарної української співачки Ірини Білик.
У жовтні 2023 року співачка представила нову пісню «Згадую», авторами є українські співаки AVERIN та CHURSANOV.
У березні 2024 співачка TAYNA презентувала пісню та відео - маніфест для дівчат «Хочу» про важливість чути внутрішній голос та прислухатись до «внутрішньої дитини».
В червні 2024 до дня народження TAYNA представила сингл "ТікТак", який ознаменував новий життєвий та творчий етап в житті співачки..

## Дискографія

### Сингли
| Назва                             | Рік  |
| --------------------------------- | ---- |
| "Мама Не Знає"                    | 2019 |
| "SCANDAL"                         | 2020 |
| "SESTRA"                          | 2020 |
| "CRUSH feat. TYOMA PAUCHEK"       | 2020 |
| "Shchedryk feat. TYOMA PAUCHEK"   | 2021 |
| "SENYORYTA feat. 7TEEN'S"         | 2021 |
| "Я пам'ятаю"                      | 2022 |
| "Не Треба Війни"                  | 2022 |
| "З Новим Роком і Рождеством"      | 2022 |
| "Чекай"                           | 2023 |
| "ОМА"                             | 2023 |
| "Згадую"                          | 2023 |
| "Коляда feat. XSERGO feat. BARYK" | 2023 |
| "Хочу"                            | 2024 |
| "ТікТак"                          | 2024 |